# Референдум в Коста-Рике по свободной торговле (2007)
Референдум в Коста-Рике по свободной торговле проходил 7 октября 2007 года и должен был одобрить вхождение Коста-Рики в Центральноамериканскую зону свободной торговли (CAFTA-DR). Зона свободной торговли первоначально объединяла США и центрально-американские страны Коста-Рику, Сальвадор, Гватемалу, Гондурас и Никарагуа (CAFTA), а в 2004 году к договору присоединилась Доминиканская республика (DR).
В результате референдума большинство в 51,56 % голосов высказалось за договор и он был вскоре ратифицирован.

## Контекст
Хотя референдум должен был пройти 23 сентября 2007 года, он был перенесён на более поздний срок из-за необходимости решения суда. Предвыборные опросы общественного мнения показывали, что голоса избирателей разделились примерно поровну, но в апреле, июле и августе большинство высказывалось за ратификацию договора, а в июне большинство было против.